# Centrizmus
A politikában a centrizmus vagy a center egy olyan speciális politikai pozíció leírása, mely kiegyensúlyozott mértékben fogadja el a társadalmi egyenlőség és a társadalmi hierarchia koncepcióját. Ezzel egyidejűleg ellenez minden olyan politikai változást, mely akár a bal-, akár a jobboldal javára túlságosan előnyös lenne. Egyfajta alternatívát jelent a bal-jobb kettősséggel szemben. A balközép és a jobbközép pártok egyaránt egyetértenek bizonyos fokig a centrizmus eszméivel, de azokat a saját állásuk szerint keverik a saját oldaluk felfogásaival.

## Definíció
A centrizmus egy politikai álláspont, melynek képviselői elutasítják a jobb- és baloldali címkéket, sőt egyiknek sem vallják magukat, mondván, ők a középút (centrum) pártján állnak. Képviselőik kizárólag a mérsékelt politikai oldalakkal hajlandóak szövetkezni, mindazonáltal a szélsőjobboldallal és szélsőbaloldallal ellenséges a viszonyuk, mert túlságosan dogmatikusnak, erőszakosnak és szélsőségesnek tartják őket. A centristák bár nem opportunisták (elvtelenek), pontosan meghatározható ideológiai álláspontjuk sincs. Ennek az az oka, hogy egyrészt a középső pozíció mindig a két szélsőértéktől függ, másrészt pedig mert az együttműködésre és összefogásra épülő politikához elengedhetetlen az egyéni világnézetek és eszmerendszerek ideiglenes félretétele. Egyesek szerint az emberek csak statisztikai célokból szavaznak centrista pártokra.

## Története
A jobb és baloldal kettőssége mellett, a centrizmus fogalma is teljes egészében a modern idők terméke, hiszen ezek a kifejezések először a francia forradalom (1789–1799) idején jelentek meg. Kezdetben az 1789-es Alkotmányozó Nemzetgyűlés ülésrendje alapján megkülönböztették a jobboldalt, a baloldalt és a centrumot. A centrumban kezdetben konzervatív liberálisok és polgári nacionalisták foglaltak helyet, akik mérsékelt politikát folytattak, támogatták a reformokat és egy konszenzusos alkotmányos monarchia bevezetését. A radikális forradalmárok elüldözték a jobboldali képviselőket, így 1791-ben az ülésrend átalakult, és a mérsékelt baloldaliak és centristák egy része átvette a jobboldal helyét. Ez a folyamat tovább formálta a politikai spektrumot, melyben a centristák továbbra is a mérsékelt politikai konszenzusra törekedtek. 1793-ban a jakobinusok jobb szárnya, - a girondisták -, kiváltak a klubból, és letartóztatásuk után újból megüresedett az ülésterem jobb oldala. 1794-ben, a jakobinus terror végével, a baloldalt is felszámolták, így csak a centrum liberálisai maradtak, akik elutasították a monarchizmust és a radikális demokratizmust egyaránt. A Bourbon-restauráció (1814-től) során új politikai klubok alakultak, és elterjedtek a „jobbközép”, „szélsőjobb”, „balközép” és „szélsőbal” kifejezések. Az alkotmányos monarchisták ekkor is a centrumot képviselték. Az 1848-as forradalmak után a liberalizmust, nacionalizmust és szocializmust baloldalinak tartották, míg a konzervativizmust jobboldalinak. A 19. század végén jelent meg a „harmadik út” vagy „harmadik pozíció”, amely a jobb- és baloldali megosztottság ellen érvelt, és a centristák a gyakorlati megfontolások és kompromisszumkeresés révén hasonlóképpen vélekedtek. Az első világháború (1914–1918) alatt az erőviszonyok alapvetően megváltoztak, és új politikai ideológiák születtek, miközben a meglévők jelentős átalakuláson mentek keresztül. A centrumban jelenleg olyan poszt-liberálisok találhatók, akik megőrizve a modernista és liberális értékeket, ellene vannak a politikai oldalak megosztottságának, és a jobb- és baloldal mérsékelt erőit egyesítve törekszenek egy közös cél elérésére.

## Centrista álláspont
A centristák úgy vélik, hogy a politikai oldalak megszüntetése szükséges, mert azok olyan konfliktusokat szülnek, amelyek hosszú távon elidegenítik az embereket egymástól. Úgy gondolják, hogy a jobb és baloldali küzdelmek értelmetlenek, mivel ezek a politikai kategóriák önkényesen választanak és sajátítanak ki bizonyos emberi értékeket, miközben másokat elutasítanak. Bár minden centristának megvannak a saját elvei, amelyek különbözhetnek egymástól, egy dologban egyetértenek: a politikai vitákat ügyek mentén kell folytatni, és az ideológiákat vagy háttérbe kell szorítani, vagy teljesen ki kell zárni a közügyekkel kapcsolatos kérdésekből.

### Mérsékelt centrizmus
A mérsékelt centrizmus lényegében posztliberalizmus, amely szigorúan véve nem ideológia, mivel nincsenek konkrétan meghatározott elvei vagy dogmái. A politikai véleményét leginkább az általános közvélekedés határozza meg. A hidegháború után - amelyből a liberalizmus került ki győztesen - a centrizmus a kulturális liberalizmus elveit örökölte meg. Ha a Szovjetunió nyerte volna meg a hidegháborút, akkor a mérsékelt centristák valószínűleg marxista-leninista elveket vallanának, nem azért, mert követői lennének, hanem mert ez az eszmerendszer határozná meg az általánosan elfogadott normákat. A mérsékelt centrizmus hidat képez a mérsékelt jobb- és baloldal között, célja, hogy a mindennapi problémákat higgadt párbeszéddel és együttes erővel oldják meg. Úgy vélik, hogy az ideológiák túlzott figyelembevétele és erőltetése akadályozza a mindennapi ügyek megoldását, míg az idealista szándékok csak arra jók, hogy a politikai megosztásból hasznot húzók hatalomba kerüljenek és ott is maradjanak. A mérsékelt centristák bármelyik mérsékelt ideológia követőivel hajlandók együttműködni, hogy közösen küzdjenek a kitűzött ügyekért és célokért, akár közvetlenül, akár közvetetten.A mérsékelt centristák általában konfliktuskerülők, gyakorlatiasak és diplomatikusak, de céljaik eléréséért elszántan harcolnak a politikai életben. Összefoglalva, a mérsékelt centrizmus legfontosabb céljai a következők:
- Az ideológiák kivonása a politikából.
- A bal–jobb megosztottság meghaladása.
- Hétköznapi, konkrét ügyek megoldására való törekvés.
- Hajlandóság a politikai elittel való kompromisszumokra.
- Politizálás az általános közvélekedés mentén.

### Radikális centrizmus
A radikális centrizmus fogalma a 20. század végén jelent meg, és abban különbözik a mérsékelt változatától, hogy az intézményi szinten fennálló rendszert nem tartja elfogadhatónak, ezért radikálisabb módosításokat javasol, gyakran bevonva az új, zöldpolitikai törekvéseket is. A radikális centristák szemben állnak a politikai elittel, és gyakran kritizálják őket, még akkor is, ha hasonló üzeneteket fogalmaznak meg. Gyakran átvesznek mérsékelt jobb- és baloldali elemeket, mondván, nem az számít, ki melyik oldalhoz tartozik, hanem az, hogy ki képviseli az emberek jövőjét, és ki a saját önös érdekeit. A radikális centristák elvetik a szélsőséges individualizmust, és az emberek jövőjével foglalkoznak. Aggasztja őket, hogy a nyugati társadalom egyre inkább bezárkózik és magába fordul, ezért az elit káros és önző politikáját okolják. A radikális centristák bárkivel hajlandók összefogni, aki képes ideológiáját és idealista céljait félretenni annak érdekében, hogy együtt felszámolhassák a társadalom polarizáltságát, és fenntartható jövőt biztosíthassanak a következő generációk számára. A radikális centrizmus legfontosabb céljai a következők:
- Kivonni az ideológiát a politikából.
- A bal–jobb megosztottság meghaladása.
- Ökológiai célok elérése.
- Erőteljesen rendszer- és társadalomkritika megfogalmazása.

## Centrizmus Magyarországon
2001 és 2011 között a CENTRUM Összefogás Magyarországért elnevezésű politikai szervezet működött centrista ideológia mentén, de egyetlen választáson sem tudtak jelentős eredményt elérni.
A 2010 utáni pártok közül a Momentum Mozgalom definiálja magát centrista pártként, akik a 2019-es európai parlamenti választást követően az ország harmadik legnagyobb pártjává erősödtek, annak ellenére, hogy egy évvel korábban a parlamenten kívül rekedtek az országgyűlési választáson.
A 2023-ban párttá szerveződött Második Reformkor párt centralista ideológiák mentén működik.